# ホセ・トーレス (俳優)
ホセ・トーレス (José Torres) は、ベネズエラ出身の俳優。

## 経歴
1940年代には既に映画出演歴があるラテン系の男優で、当初はフランスで活動していた。『新・夕陽のガンマン/復讐の旅』では仇敵の一人を演じる。マカロニウエスタン時代は『皆殺しのジャンゴ』（1967年）での裏切り者、『続・復讐のガンマン』（1967年/未公開）、『復讐無頼/狼たちの荒野』（1968年/未公開）の革命家などメキシコ人役が大半だった。シリオ・H・サンティアゴ監督の『フィールド・オブ・ファイア』（1990年/未公開）にも出ているとされるフィルモグラフィも存在するが、同名異人のフィリピンの俳優である。他の出演作は『復讐のガンマン』（1966年）、『拳銃無頼』『荒野の復讐鬼』（以上1967年）、『五人の軍隊』（1969年）など。